# Zatoczek rozszerzony
Zatoczek rozszerzony (Menetus dilatatus) – gatunek niewielkiego, płucodysznego, słodkowodnego ślimaka z rodziny zatoczkowatych (Planorbidae), pochodzącego z Ameryki Północnej. Zawleczony do Europy, rozprzestrzenia się w wodach śródlądowych.

## Cechy morfologiczne
Muszla drobna, stosunkowo wysoka i grubościenna. Szerokość muszli: 2–3,6 mm; wysokość: 0,9–1,3 mm. Muszla zbudowana z trzech skrętów, bardzo szybko narastających, oddzielonych głębokim szwem. Ostatni skręt jest dwa razy szerszy od przedostatniego. Na ostatnim skręcie, w jego górnej części zaznaczona wyraźnie krawędź, powyżej niej muszla dosyć wyraźnie spłaszczona. Górna (funkcjonalnie) strona muszli spłaszczona, jednak przedostatni skręt jest mocno wysklepiony, w związku z czym czasami może dosyć mocno wystawać ponad płaszczyznę powierzchni muszli. Muszla embrionalna jamkowato wgłębiona. Od dołu skręty mocno wypukłe. Dołek osiowy wąski, lecz głęboki. Otwór muszli duży, nieregularnie eliptyczny, brzeg od strony kolumienki odwinięty, krawędź otworu prosta, bez zgrubień – przypomina ujście trąbki, od czego ślimak bierze swą angielską nazwę (trumpet ramshorn snail). Na powierzchni muszli wyraźnie zaznaczone regularne prążki poprzeczne i słabe prążki spiralne. Muszla barwy ciemnobrązowej, rogowej, żółtozielonkawej, jedwabiście połyskująca. 

## Występowanie
Pierwotny zasięg występowania obejmuje wschodnią część Stanów Zjednoczonych Ameryki.

### Ekspansja
Zawleczony do Europy, po raz pierwszy stwierdzono go w 1869 roku w kanałach, do których zrzucano wodę z przędzalni bawełny w Pendleton (okolice Manchesteru). Na kontynencie pojawił się najpierw we Francji. Jego występowanie, oprócz Wielkiej Brytanii i Francji, stwierdzono także w Niemczech, Holandii i Czechach. W Polsce stwierdzony po raz pierwszy w 1970 roku, w zespole jezior zasilanych podgrzanymi wodami zrzutowymi z elektrowni konińskiej (jeziora: Gosławickie, Ślesińskie, Pątnowskie, Mikorzyńskie, Licheńskie).

## Biologia i ekologia

### Zajmowane siedliska
Gatunek występuje w rozmaitych biotopach słodkowodnych: rzekach, strumieniach, stawach, zbiornikach zaporowych, jeziorach, kanałach.  
Zasiedla litoral, występuje na niewielkich głębokościach, pełza po powierzchni kamieni, zanurzonych kawałkach drewna i innych zanurzonych przedmiotach, opadłych liściach, makrofitach. Występuje obficiej w wodach podgrzanych, ale nie toleruje temperatury powyżej 32 °C.

### Odżywianie
Zdrapywacz, odżywia się detrytusem, peryfitonem.

### Rozmnażanie
Obojnak, w sprzyjających warunkach może wydawać nawet trzy generacje potomstwa rocznie.

### Interakcje międzygatunkowe
W Ameryce Północnej jest żywicielem pośrednim motylicy żółwiej.

## Znaczenie
Nie ma informacji o tym, by rozprzestrzenianie M. dilatatus miało wpływ na rodzime ekosystemy.